# Java API for XML Processing
JAXP (англ. The Java API for XML Processing) — набор абстрактных API, упрощающих обработку XML данных с помощью программ, написанных на Java. Усиливает стандартные анализаторы SAX (Simple API for XML Parsing) и DOM (Document Object Model). Начиная с версии 1.1 поддерживает стандарт XSLT (XML Stylesheet Language Transformations). JAXP обеспечивает поддержку пространств имен (namespace), то есть имеется возможность работать с DTD. JAXP дает приложению возможность производить лексический разбор и модификацию документов XML независимо от конкретной реализации обработки XML.
JAXP — библиотека, предоставляющая доступ ко всем методам программной обработки XML-документов. Входит в базовую поставку Java SE. Включает в себя библиотеки из Apache XML Project — Xerces и Xalan. Это стандарт, под который достаточно просто найти уже написанный парсер, распространяемый свободно.
JAXP 1.1 Reference Implementation (доступно по адресу http://java.sun.com/xml) предоставляет XSLT-процессор Xanon и синтаксический анализатор Crimson, разработанные совместно Sun и организацией Apache Software Foundation, которая предоставляет программное обеспечение с открытым исходным кодом.
Начиная с самых ранних версий, JAXP-спецификации, так же, как и лежащие в их основе спецификации XML и XML Namespaces, были привязаны к конкретным версиям DOM и SAX для гарантии максимальной переносимости построенных на их основе приложений. За три года, прошедших с момента выпуска последней основной версии JAXP (JAXP 1.1), ни одна из этих спецификаций не оставалась статичной. JAXP1.3 основан на самых последних версиях каждой из этих спецификаций, позволяя им пройти свой путь к J2SE и J2EE.